# Euromed
Renfe Euromed és un servei ferroviari diürn de transport de passatgers, de llarga distància i a alta velocitat, ofert per Renfe Viatgers, que connecta el litoral mediterrani espanyol a través del denominat Corredor Mediterrani, des de la seva posada en marxa el 16 de juny de 1997. En concret, Euromed cobreix el trajecte entre les estacions de  Figueres-Vilafant -  Alacant Terminal passant per Girona, Barcelona Sants, Camp de Tarragona, Castelló de la Plana i València J.Sorolla. Arriba a velocitats comercials màximes de 220 km/h en els trams d'ample ibèric i de 250 km/h en els seus recorreguts per línies d'ample internacional.
Els trens Euromed compten en la seva composició amb cafeteria, restaurant, premsa diària, música i vídeo a més de cotxe en silenci. El material rodant que cobria aquest servei anava associat inicialment als trens de la Sèrie 101 encara que des de 2009 s'empren trens de la sèrie 130.

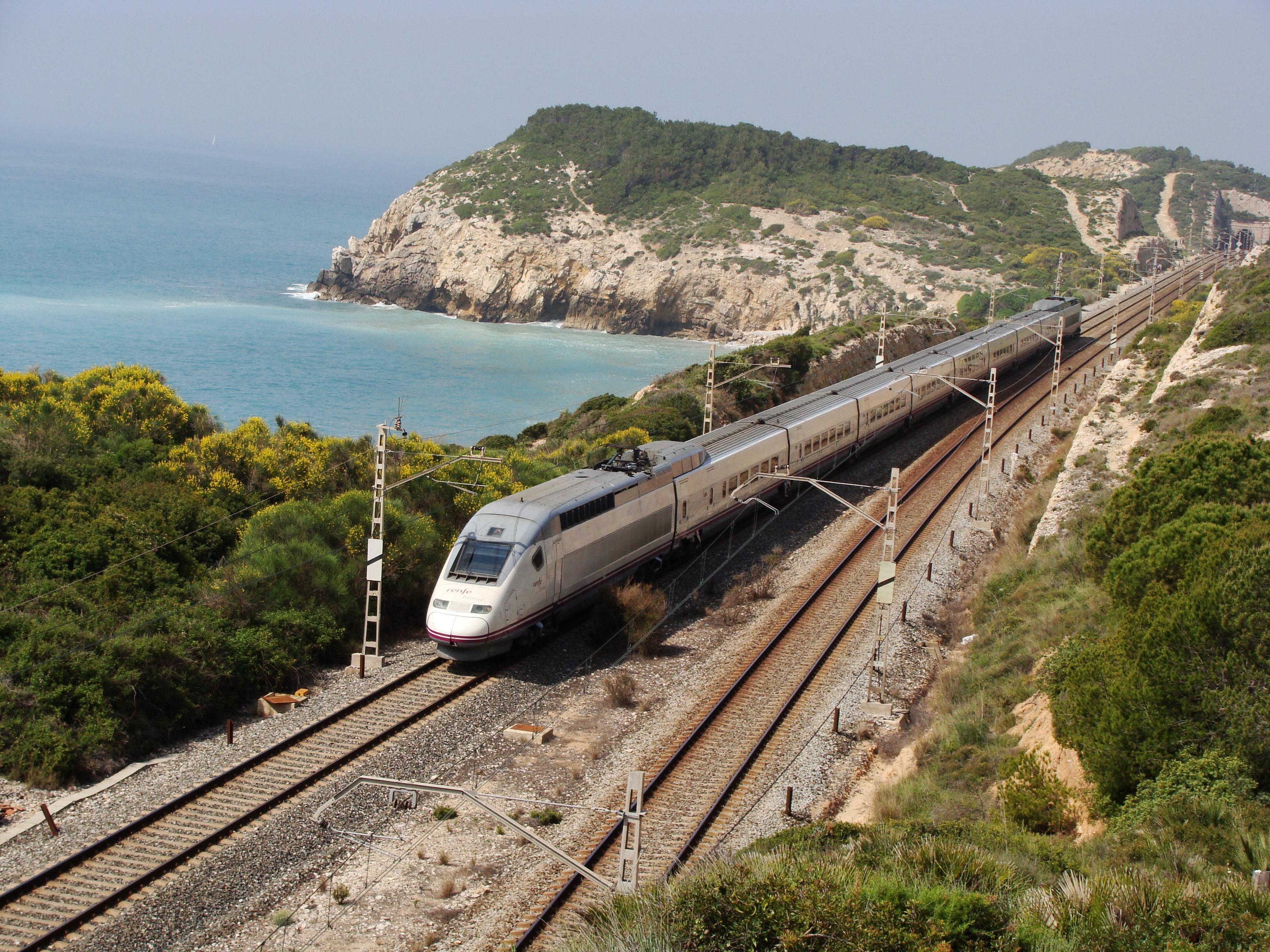
Tren de la sèrie 101 fent el servei Euromed al seu pas per Vilanova i la Geltrú

## Història
Amb la construcció de la primera línia ferroviària d'alta velocitat (LAV) a Espanya entre Madrid i Sevilla es van encarregar a Alstom 24 trens per a prestar els serveis en aquesta línia. Aquests trens tindrien l'ample de via de la LAV (1435 mm) que és diferent de l'ample de via de la majoria de la xarxa ferroviària espanyola (1668 mm).
Posteriorment s'arribaria a la conclusió que la quantitat era excessiva, per la qual cosa es va decidir deixar 18 trens per a ser usats en la *LAV (Renfe els va denominar "Sèrie 100") i transformar els restants 6 trens perquè poguessin circular per la resta de la xarxa espanyola, per la qual cosa es van reemplaçar les seves bogies originals per uns altres de 1668 mm (Renfe els va denominar "Sèrie 101").
Amb aquests sis trens es va decidir prestar un servei de "gran qualitat" en la zona del Mediterrani que es va denominar comercialment Euromed. El 16 de juny de 1997 es va inaugurar comercialment el servei entre les estacions de Barcelona Sants, Camp de Tarragona, Castelló de la Plana, València J.Sorolla i Alacant Terminal (523 km).
El 30 de març de 2002 l'Euromed 101.001 va tenir un accident en Torredembarra (Tarragona), col·lidint lateralment amb el 448.002 en comandament múltiple amb un altre automotor de la mateixa sèrie.
El tren —format per dues unitats seriï 448 i en servei Catalunya Exprés— va depassar accidentalment el piquet de *entrevía de la via d'apartat, amb el que va envair un cert gàlib de la via principal, i va col·lidir lateralment amb l'Euromed procedent d'Alacant, que circulava per la via principal a uns 155 km/h. Va haver-hi dos morts i 142 ferits entre tots dos trens. L'accident va mantenir tallada la via i la línia diversos dies, per la qual cosa tots els trens van haver de desviar-se entre Sant Vicent de Calders i Tarragona via Valls/La Plana-*Picamoixons, invertir la marxa allí i baixar a Reus i de Reus a Tarragona, per a tornar a invertir la marxa i marxar direcció València. A causa de l'accident, l'Euromed 101.001 va sofrir danys en una dels caps #motriu, i diversos dels remolcs intermedis. Aquests danys ho van mantenir apartat fins a l'any 2005, en el qual es va iniciar una reconstrucció dels vehicles danyats. A primavera de 2006, va tornar a sortir a via la composició Euromed 101.001, però amb un nou aspecte en una de les motrius, que va ser recarrossada amb el carenat del TGV-POST, i pintat tot el tren.
Des de 2009, Renfe va anar substituint gradualment el material ferroviari emprat per al servei Euromed per trens de la Sèrie 130 i reconvertint els trens de la Sèrie 101 en Sèrie 100 perquè prestin serveis en les línies d'alta velocitat.

## Material rodant

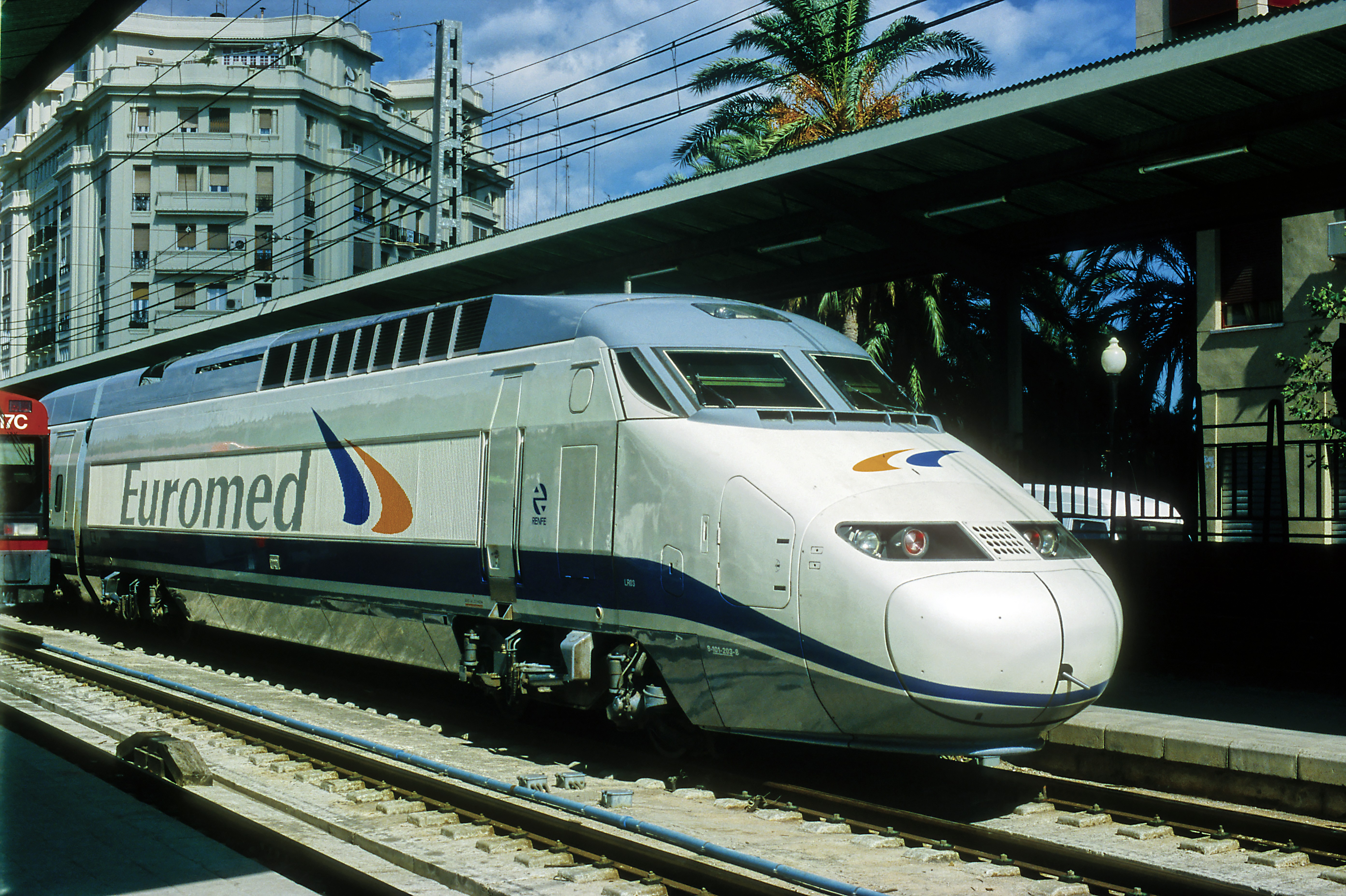
Renfe 101 a València Nord, l'any 1999

### Sèrie 101 de Renfe
L'1 de novembre de 2009 deixen de prestar servei Euromed amb trens d'aquesta sèrie, transformant-se la Sèrie 101 a sèrie 100 per a reforçar la flota de trens AVE que realitzen el recorregut entre Madrid Porta d'Atocha i Sevilla Santa Justa, i a partir de juny de 2013, per a donar servei a la Línia d'Alta Velocitat Madrid-Albacete-Alacant.

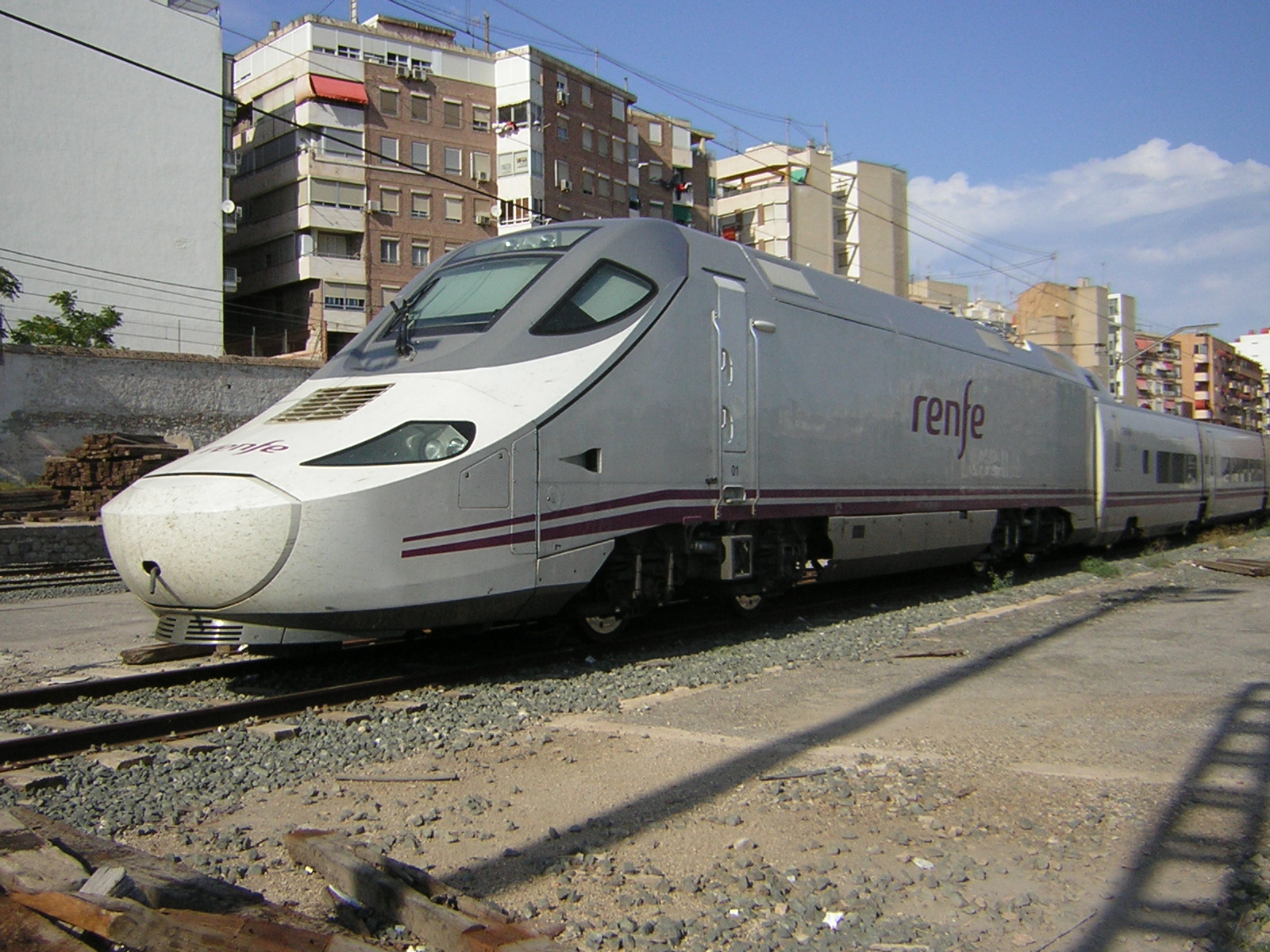
Renfe 130 a la fase de proves en Alacant Terminal

### Sèrie 130 de Renfe
Des de 2009 es va anar reemplaçant gradualment el material rodant utilitzat per a prestar el servei Euromed per trens de la Sèrie 130 i reconvertint els trens de la Sèrie 101 en Sèrie 100 perquè prestin serveis en les línies d'alta velocitat.
Des del 13 de gener de 2020, el servei Euromed circula per la Variant de Vandellòs fins al Canviador d'ample de la *Boella i des d'allí per la *LAV Madrid-Barcelona-Frontera Francesa entre l'estació del Camp de Tarragona i Figueres-*Villafant, reduint els temps de viatge i descongestionant el corredor del litoral.

### Sèrie 252 de Renfe amb Talgo VII
A vegades presta el servei de l'Euromed una locomotora sèrie 252 amb un Talgo VII preparat a aquest efecte.

## Serveis comercials
| Origen            | Parades                                                                                          | Destinació                 | Freqüències                          | Durada              |
| ----------------- | ------------------------------------------------------------------------------------------------ | -------------------------- | ------------------------------------ | ------------------- |
| Barcelona Sants   | Camp de Tarragona · Castelló de la Plana · València - Joaquín Sorolla                            | Alacant Terminal           | 3 trens L-V i 2 trens S-D per sentit | 5 hores 17 minuts   |
| Barcelona Sants   | Camp de Tarragona · Castelló de la Plana                                                         | València - Joaquín Sorolla | 1 tren V-D per sentit                | 2 hores i 52 minuts |
| Figueres-Vilafant | Girona · Barcelona Sants · Camp de Tarragona · Castelló de la Plana · València - Joaquín Sorolla | Alacant Terminal           | 1 tren diari per sentit              | 6 hores i 22 minuts |
| Figueres-Vilafant | Girona · Barcelona Sants · Camp de Tarragona · Castelló de la Plana                              | València - Joaquín Sorolla | 1 tren L-V per sentit                | 4 hores i 9 minuts  |

## Ruta coberta
Històricament, els trens Euromed seguien el Corredor Mediterrani entre Barcelona i Alacant seguint un traçat convencional però adaptat a l'alta velocitat en part del seu traçat.
Amb l'obertura de l'anomenada variant de Vandellòs, el 13 de gener de 2020, el trànsit de trens es va traslladar a la línia d'alta velocitat Madrid-Zaragoza-Barcelona-Portbou, en el tram comprès entre Figueres-Vilafant i Camp de Tarragona. A partir d'aquí, presa els enllaços amb el Corredor Mediterrani fins al bescanviador d'ample de La *Boella. Una vegada superat aquest bescanviador, els trens prossegueixen per vies de ample ibèric fins a trobar-se amb el traçat convencional adaptat a 220 km/h prop de la central nuclear de Vandellòs. Aquest nou traçat va permetre estendre els serveis Euromed a Girona i Figueres-Vilafant.
Alctualmente, la línia cobreix les següents estacions:
- Figueres-Vilafant
- Girona
- Barcelona Sants
- Camp de Tarragona
- Castelló de la Plana
- València Joaquín Sorolla
- Alacant Terminal

## Distribució de classes i serveis
El tren està distribuït en dues classes, Preferent i Turista donant lloc a un total de 299 places, 63 en classe preferent i 236 en classe turista. La classe turista és tipus saló, amb dues places assegudes a cada costat i un passadís central mentre que la classe preferent segueix un esquema similar però amb tres seients per fila, dos aparellats i un individual amb el passadís separant tots dos.
Els trens Euromed compten amb els serveis de cafeteria i restaurant, premsa diària, música, vídeo, avisos per megafonia interna, cotxe en silenci, places per a persones amb mobilitat reduïda, acompanyament a menors i equipatges.